# Joaquim Francisco de Assis Brasil
Joaquim Francisco de Assis Brasil (São Gabriel, 29 de julio de 1857 - Pinheiro Machado, 24 de diciembre de 1938) fue un abogado, político, orador, escritor, poeta, diplomático y estadista brasileño; defensor de la república, fundador del partido Libertador, diputado y gobernador del estado de Rio Grande do Sul, participó en la Junta de Gobierno brasileña de 1891.
Introdujo en Brasil el ganado bovino de raza Jersey y Devon de origen inglés, participando también en la introducción del caballo árabe y la oveja karakul.
Formó parte junto al Barón de Río Branco de la delegación brasilera que firmó el Tratado de Petrópolis, que aseguró al Brasil la posesión del actual estado de Acre. En ese estado fue creado, en homenaje, el municipio de Assis Brasil.
- Datos: Q9012140
- Multimedia: Joaquim Francisco de Assis Brasil / Q9012140